# Asphondylia floriformis
Asphondylia floriformis är en tvåvingeart som beskrevs av Veenstra-quah och Peter Kolesik 2007. Asphondylia floriformis ingår i släktet Asphondylia och familjen gallmyggor. Inga underarter finns listade i Catalogue of Life.